# Max Noack
Max Noack (* 24. Januar 1905 in Berlin; † 13. Mai 1971 in Darmstadt) war ein deutscher Schauspieler.

## Leben
Noack begann seine Bühnenlaufbahn am Alten Theater in Leipzig. Seit 1935 spielte er in Frankfurt am Main. 
Nach dem Zweiten Weltkrieg hatte er am Theater Essen Erfolg als Jude Jacobowsky in Jacobowsky und der Oberst. Ab 1951 gehörte er bis zu seinem Tod zum Ensemble am Landestheater Darmstadt.
Unter der Regie von Gustav Rudolf Sellner spielte er die Titelfiguren in König Lear (Eröffnungsinszenierung 1951), Ernst Barlachs Der Graf von Ratzeburg (1951), König Ödipus (1952), Nathan der Weise (1956) sowie Kreon in Antigone (1957), Prospero in Der Sturm (1959) und Jupiter in Die Fliegen (1960).
Bei Inszenierungen von Gerhard F. Hering verkörperte er Adam in Der zerbrochne Krug (1963), Rudolf in Ein Bruderzwist in Habsburg (1963), Arkas in Iphigenie auf Tauris (1966), die Titelfigur in Nathan der Weise (1968) und den Vater in Sartres Die Eingeschlossenen (1969).
Rollen unter Regisseur Hans Bauer waren Vicomte Turenne in Audibertis Die Ameyß im Fleische (1961), Alonzo Ghonozez in Kleists Die Familie Schroffenstein (1962), Herr in Barlachs Der Blaue Boll (1967) und Engholm in Der arme Vetter (1970), eine weitere Theaterrolle übernahm er als Anton in Maria Magdalena (1968). Nur gelegentlich war Noack in Fernsehspielen zu sehen.

## Hörspiele (Auswahl)
- 1965: Ingmar Bergman: Die Stadt - Regie: Heinz von Cramer

## Filmografie
- 1961: Königinnen von Frankreich
- 1962: Karol
- 1963: Der abenteuerliche Simplicissimus Teutsch
- 1963: Wertsachen (Serie Die Firma Hesselbach)
- 1966: Der Neger
- 1967: Dieser Mann und Deutschland